# Russy
Russy è un ex comune francese di 181 abitanti situato nel dipartimento del Calvados nella regione della Normandia. Dal 1º gennaio 2017 è stato accorpato a Sainte-Honorine-des-Pertes per formare il nuovo comune di Aure sur Mer.

## Società

### Evoluzione demografica
Abitanti censiti